# 리프트 라이벌즈
리그 오브 레전드 리프트 라이벌즈(League of Legends Rift Rivals)는 2017년부터 2019년까지 라이엇 게임즈가 매년 개최했던 리그 오브 레전드 리그 대항전이다. 각 리그별 스프링 시즌의 상위 3~4팀이 출전하여 각 리그를 대표하여 리그 대항전을 치렀다. 리그 오브 레전드 월드 챔피언십의 시드에 영향을 주지 않지만, 각 리그 간의 실력을 확인할 수 있다. 

2018년까지는 총 5개 그룹으로 나누어서 각 그룹끼리 대항전을 처렀으나, 2019년에는 5대 메이저 리그(LPL, LEC, LCK, LCS, LMS)와 VCS만 참가하게 된다.
2019년을 끝으로 폐지되었다.

## 역대 리프트 라이벌즈
- 리프트 라이벌즈 2017
- 리프트 라이벌즈 2018
- 리프트 라이벌즈 2019